# Ordgarius monstrosus
Ordgarius monstrosus là một loài nhện trong họ Araneidae.
Loài này thuộc chi Ordgarius. Ordgarius monstrosus được Eugen von Keyserling miêu tả năm 1886.